# Pobaričine
Pobaričine (lat. Elatinaceae) biljna porodica iz reda malpigijolike, kojoj pripadaju dva roda s oko 50 vrsta. Ime je dobila po rodu pobarica (Elatine), od kojih su četiri na popisu u Hrvatskoj, pršljenasta pobarica (E. alsinastrum), šestoprašnička pobarica (E. hexandra), pobarica četvorna (E. hydropiper) i troprašnička pobarica (E. triandra)
Zastupljena je od zeljastog bilja ili niskog grmlja. Rod Elatine prisutan je na svim kontinentima, a Bergia pretežno po tropima.

## Opis
Elatinaceae, porodica je cvjetnica iz reda Malpighiales, koja se sastoji od dva roda uglavnom vodenog bilja. Članovi porodice imaju više ili manje nazubljene, stipulirane, nasuprotne ili kovrčaste listove i male cvjetove s dvije do pet preklapajućih latica. Po anatomiji sjemena bliski su kluzijevkama. “Vodena trava” (Elatine hexandra) i dvije slične vrste, E. hydropiper i E. macropoda, ponekad se uzgajaju u akvarijima. Ove euroazijske biljke imaju tendenciju spajanja zajedno dok rastu. Jedna vrsta, E. americana, široko je rasprostranjena u sjevernoj Sjevernoj Americi. Vrste koje rastu na rubovima močvara ili obalama potoka razlikuju se po obliku od onih koje rastu pod vodom.
Rod Bergia, s 25 tropskih i umjerenih vrsta, prilagođava se i vodenim i kopnenim situacijama. B. capensis, na primjer, ima dvije vrste korijena - oni na vodi su zeleni, sadrže klorofil i slobodno plutaju; one na kopnu su bijele, čvrste i razgranate.

## Rodovi
1. Bergia L.
2. Elatine L.